# إدارة هويلا
إدارة هويلا واحدة من 32 إدارة في كولومبيا، وتقع في الجنوب الغربي من البلاد في منطقة الأنديز. عاصمتها نيفا، تعتبر واحدة من أهم المدن في جنوب كولومبيا. تم إنشاؤها بموجب قانون 46 الصادر في 29 أبريل 1905، لتحل محل محافظة نيفا والجنوب، واللاتي كانا ينتميان إلى الدولة السيادية السابقة توليما. وفي 15 يونيو من نفس العام، دخلت في كيانها المستقل تحت إدارة الدكتور رافائيل بويو بيردومو.